# Rață sunătoare
Rața sunătoare (Bucephala clangula) este o rață de mare de mărime medie din genul Bucephala. Cea mai apropiată rudă a sa este similara rață sunătoare islandeză. Numele genului este derivat din greaca veche boukephalos (de la bous, „taur” și kephale, „cap”), o referire la mărimea capului său. Numele speciei este derivat din termenul neolatin rezultat din combinarea verbului clangere („a răsuna”) și a particulei diminutive ula, cu referire la sunetul de șuierat produs de fluturarea aripilor sale.

## Galerie

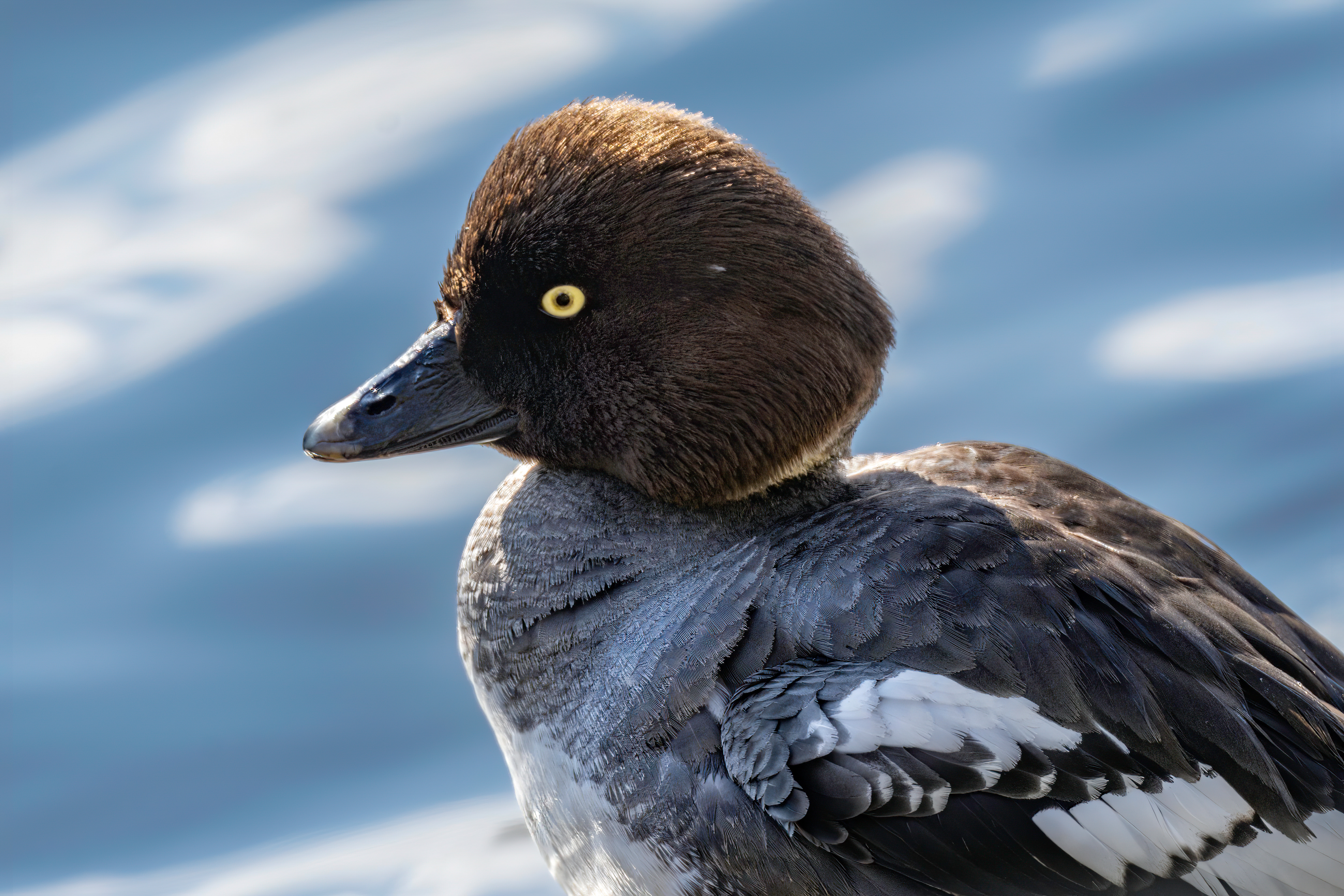
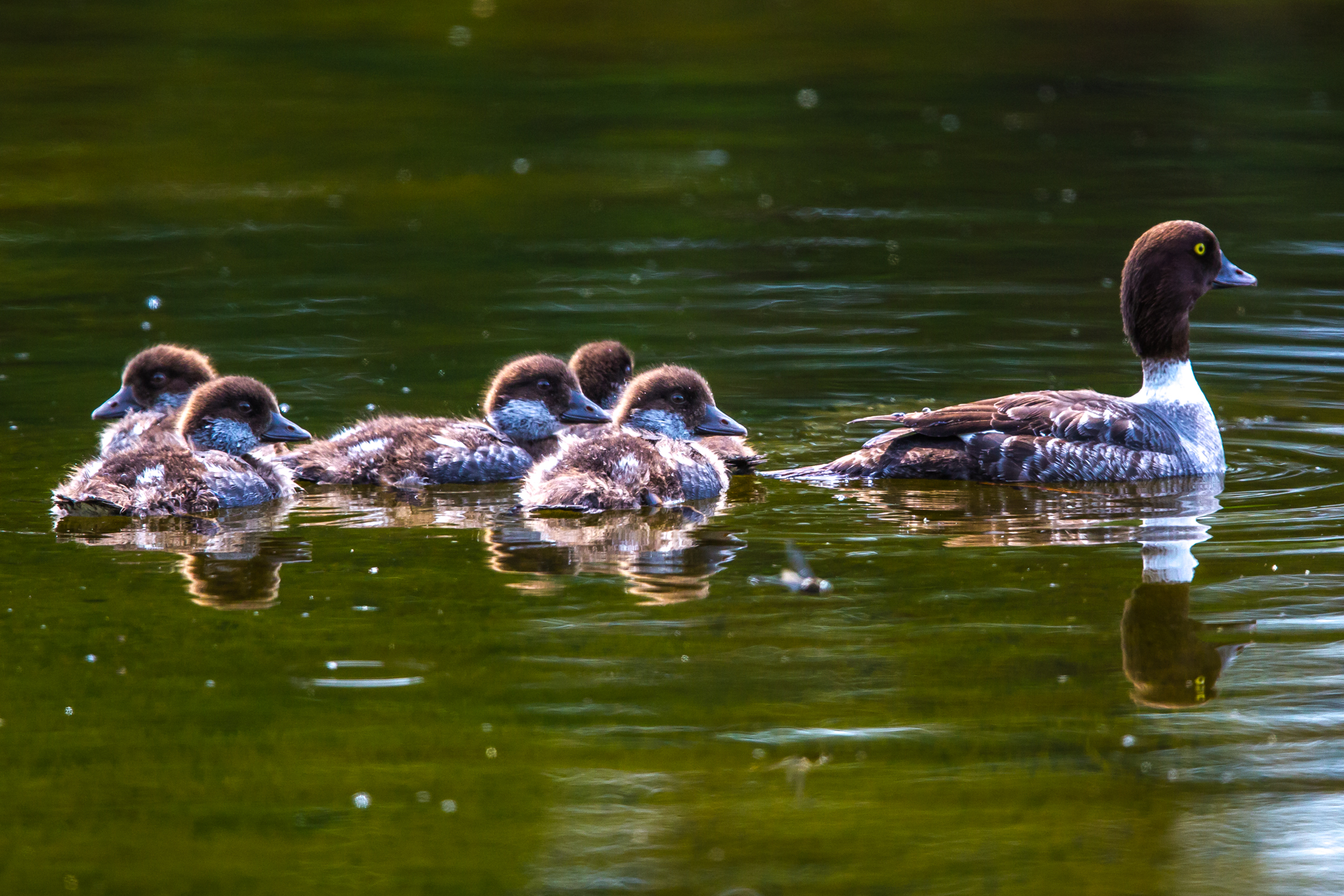
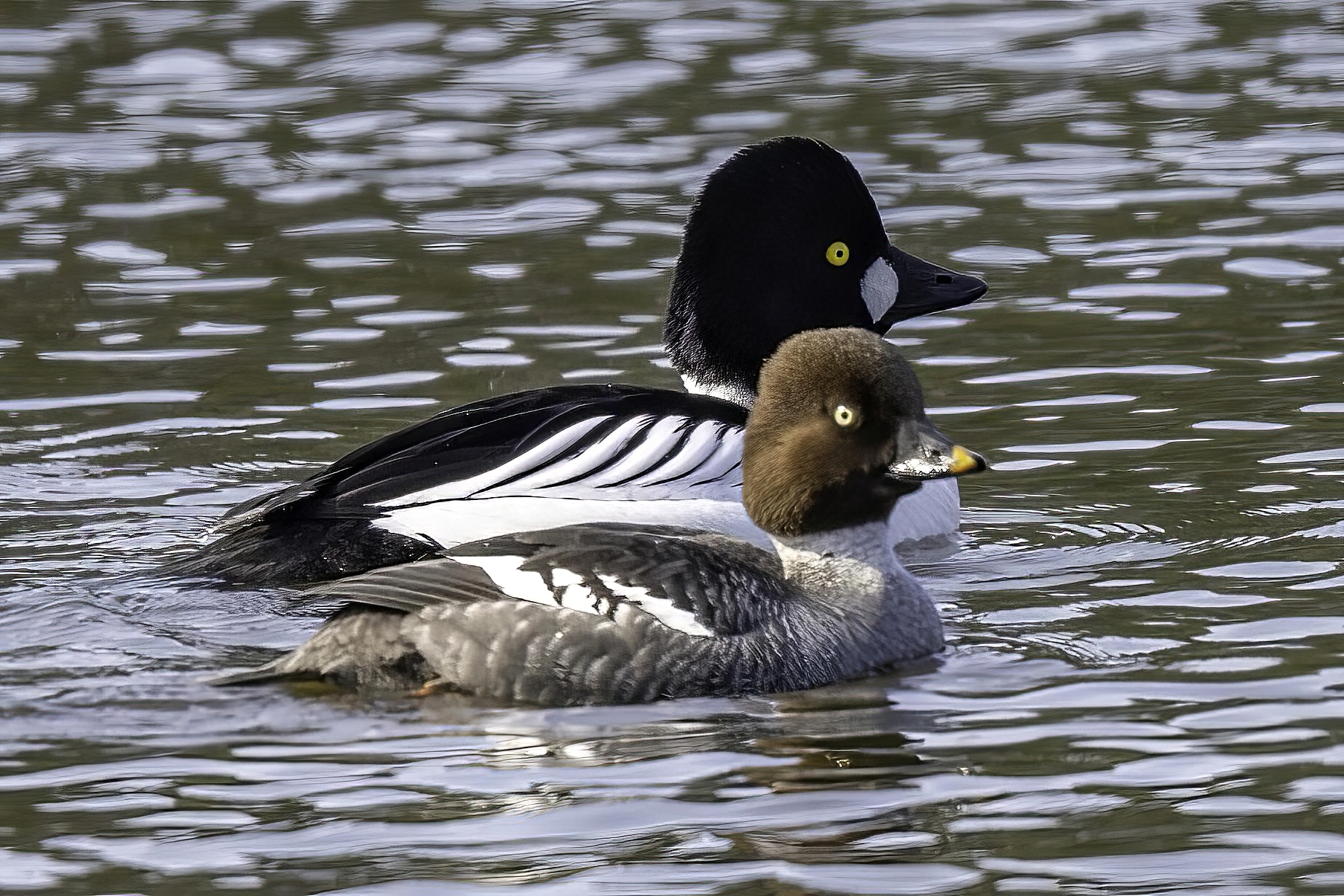
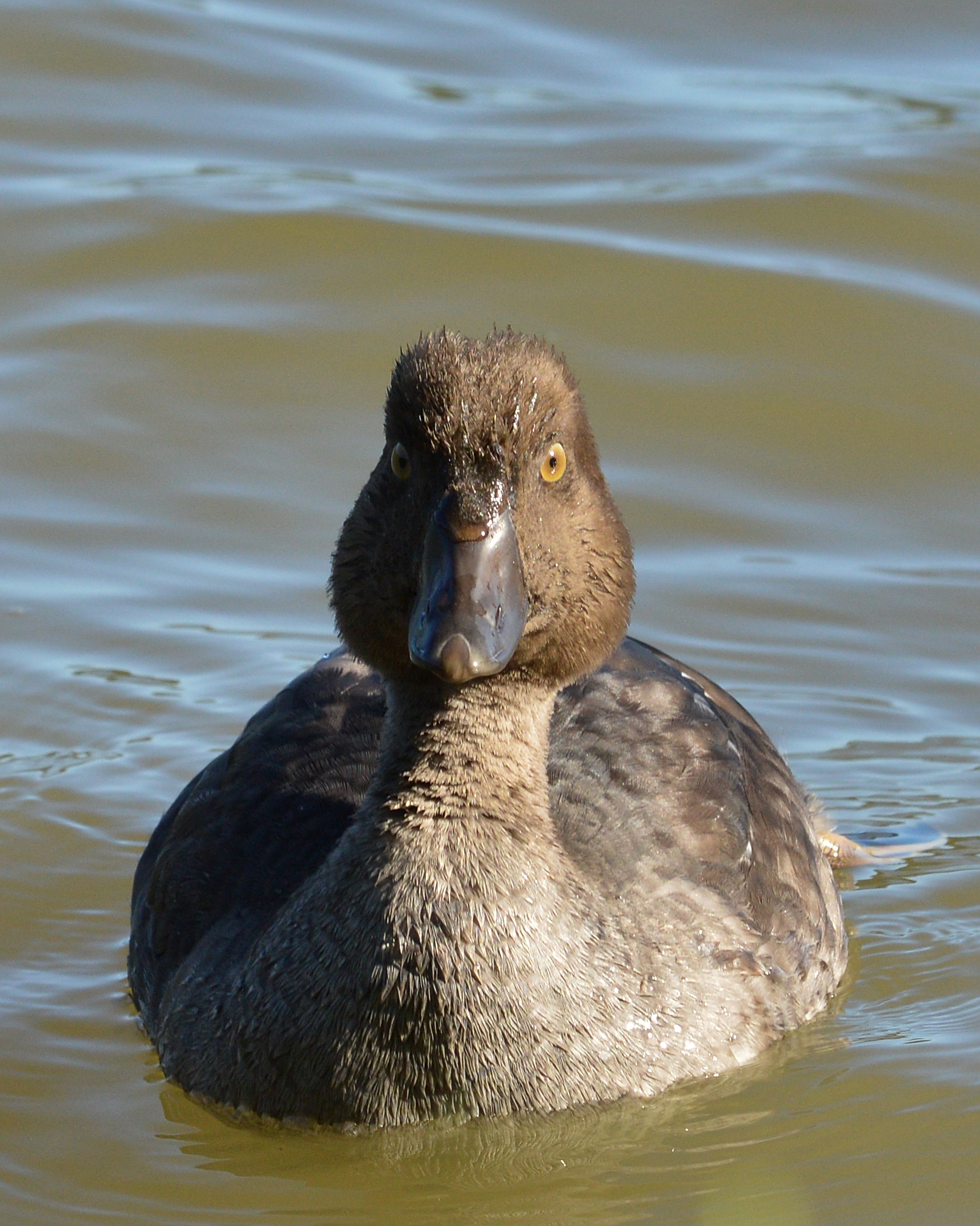
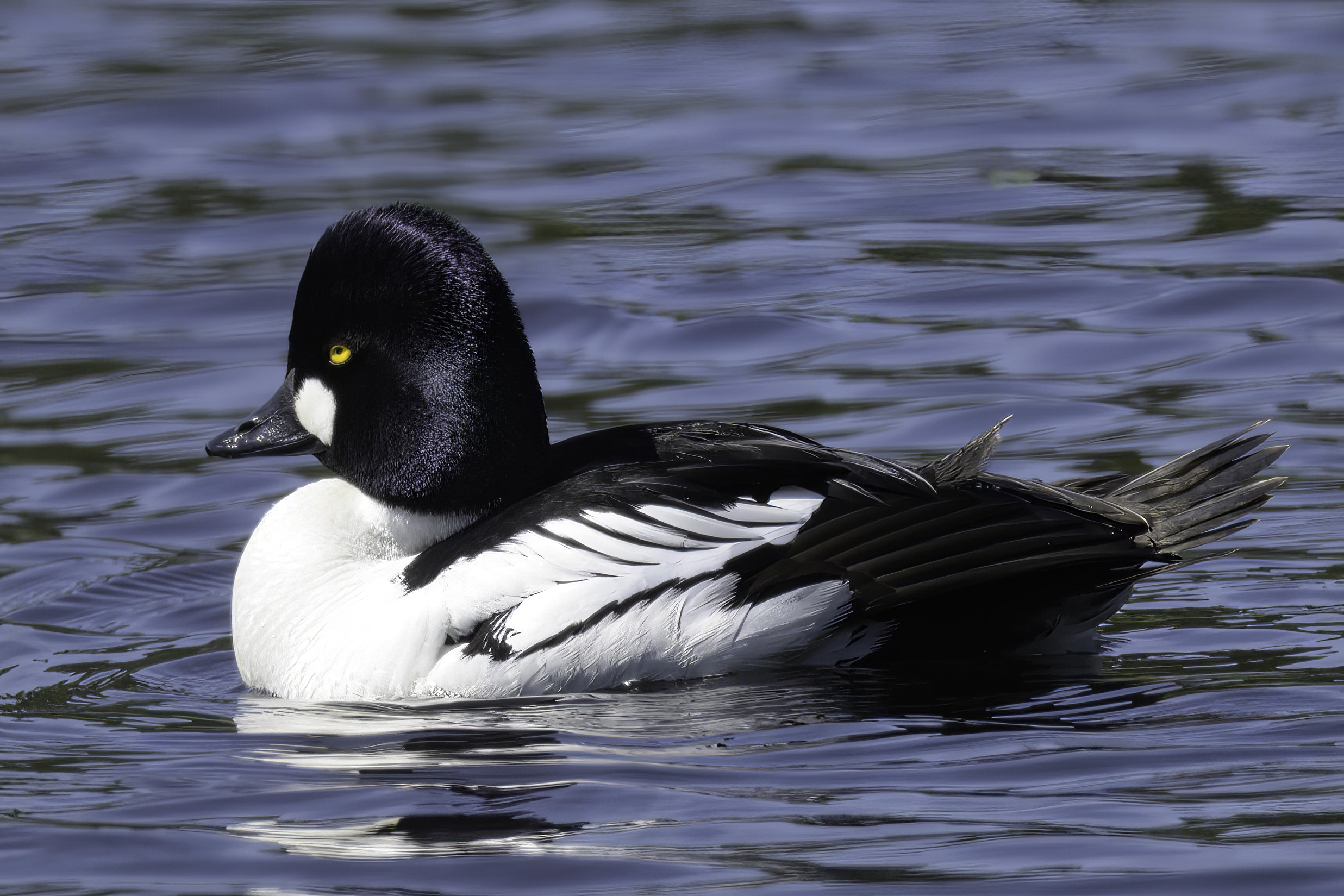
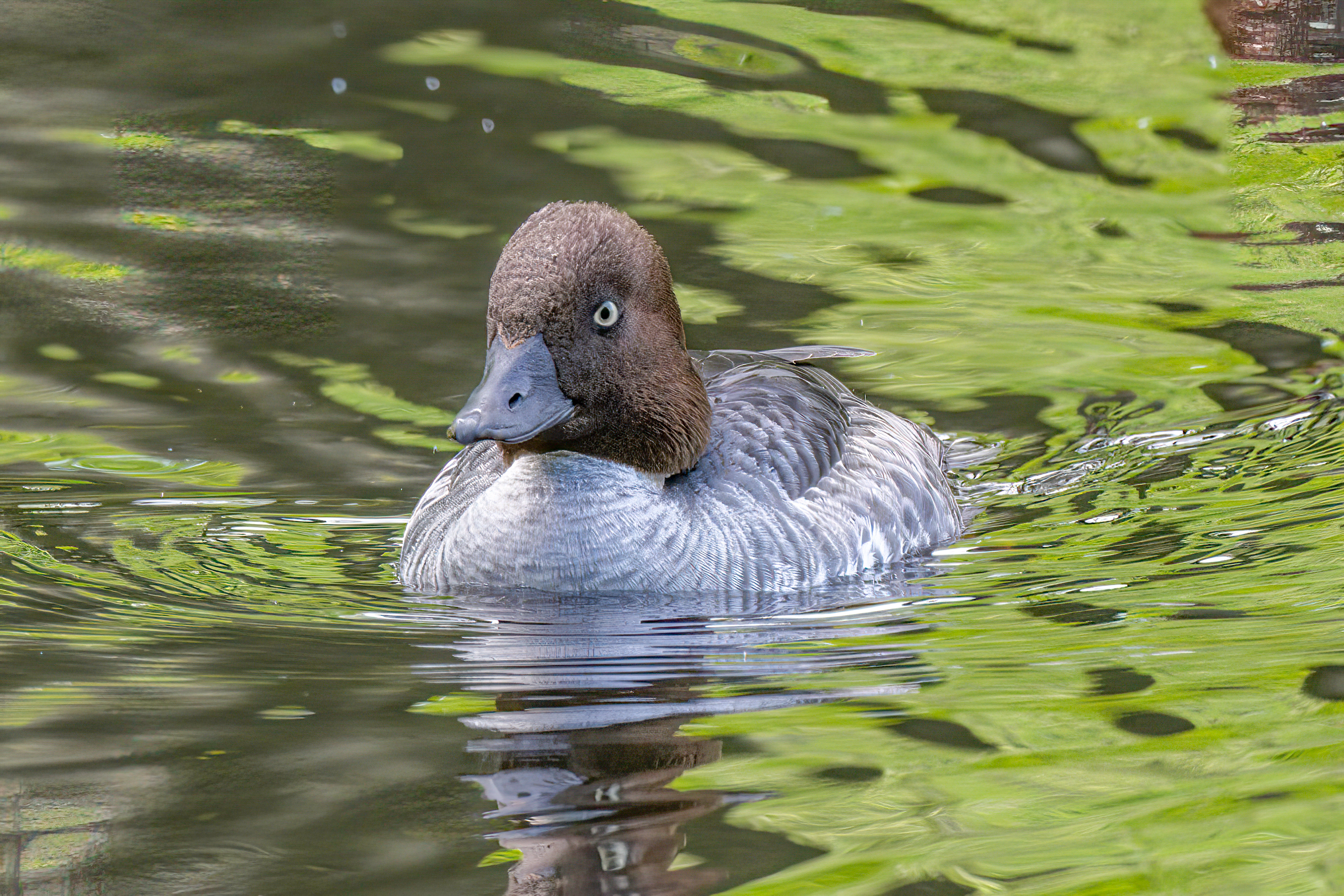
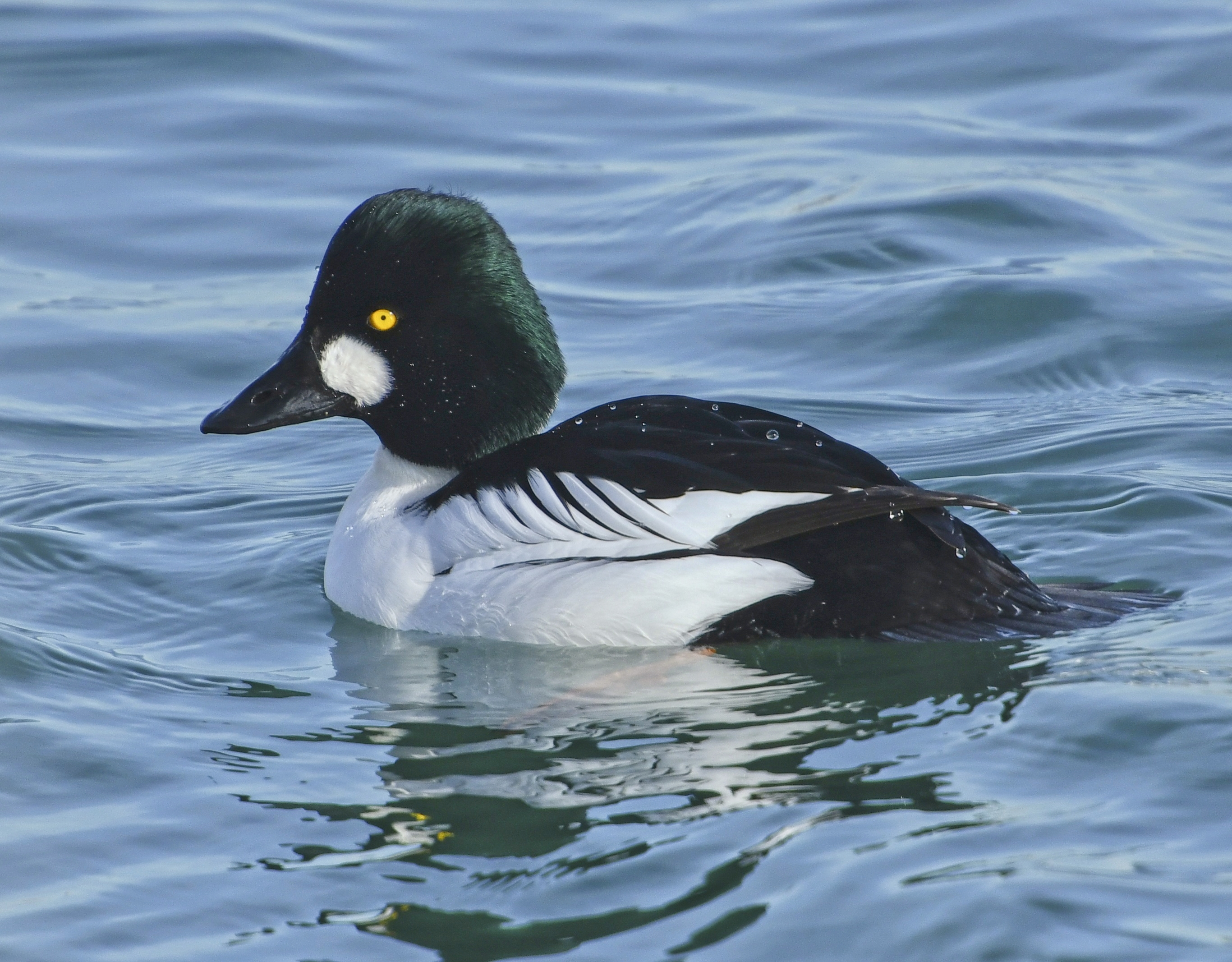